# Vernaya nushanensis
Vernaya nushanensis és una espècie de mamífer rosegador de la família dels múrids. És endèmic de la província xinesa de Yunnan, on viu a altituds d'entre 2.700 i 3.750 msnm. Té una llargada de cap a gropa de 69-75 mm i la cua de 113-133 mm. El crani és petit en comparació amb altres espècies del gènere Vernaya. Té el pelatge dorsal de color gris marronós clar i el pelatge ventral blanc. El nom específic nushanensis significa 'de Nu Shan' en llatí. Com que fou descoberta fa poc, l'estat de conservació d'aquesta espècie encara no ha estat avaluat formalment.